# Sara Eriksson
Sara Linnéa Eriksson, född 13 april 1981 i Linköping, är en svensk före detta handbollsspelare (vänsternia).

## Karriär
Sara Eriksson började sin klubbkarriär i Linköpingsklubben Lambohov men kom sedan till RP IF. Efter junioråren började hon spela för Team Eslöv och vann två SM titlar med klubben. Efter fem år i Eslöv började hon sin proffskarriär i Gjerpen i Norge men fortsatte efter ett år till FC Köpenhamn där hon spelade till 2008. Sara Erikssons sista klubb som spelare blev tyska HC Leipzig. Med klubben vann hon två tyska mästerskapstitlar, Hon avlutade karriären 2011.
Hon deltog i 122 landskamper enligt den gamla statistiken och 126 enligt den nya statistiken för Sveriges landslag, Hon spelade i EM 2006 och OS i Peking 2008 och EM 2008 och VM 2009.